# القنطرية (شلب)
القنطرية (بالبرتغالية: Alcantarilha‏) هي دائرة مدنية سابقة في بلدية شلب في البرتغال. في عام 2013، اندمجت القنطرية في دائرة مدنية جديدة تسمى القنطرية وبيرا. تبلغ مساحتها 19.54 كم2 (7.54 ميل مربع) ويتوزع سكانها البالغ عددهم 2347 نسمة (بناءً على تعداد عام 2001) في جميع أنحاء الإقليم (يوجد 120 نسمة لكل كم2 من الأراضي).